# Horoșkivka, Horodnea
Horoșkivka (în ucraineană Горошківка) este un sat în comuna Hnizdîșce din raionul Horodnea, regiunea Cernihiv, Ucraina.

## Demografie
Componența lingvistică a localității Horoșkivka
     Ucraineană (93,1%)
     Rusă (6,9%)
Conform recensământului din 2001, majoritatea populației localității Horoșkivka era vorbitoare de ucraineană (93,1%), existând în minoritate și vorbitori de rusă (6,9%).